# The Diamond Collection
A The Diamond Collection Post Malone amerikai énekes és rapper első válogatásalbuma, ami 2023. április 21-én jelent meg a Mercury Records és a Republic Records kiadókon keresztül. Az albumon az előadó olyan dalai szerepelnek, amik gyémánt minősítést kaptak az Amerikai Hanglemezgyártók Szövetségétől. A lemez megjelenését azt követően jelentették be, hogy Malone nyolcadik dala is átlépte a gyémánt minősítés határát, ezzel megdöntve a rekordot a zeneipar történetében.

## Háttér
Gyémánt minősítést azon dalok kaphatnak az Egyesült Államokban, amikből eladtak 10 millió példányt. Post Malone első dala, ami gyémánt minősítést kapott, a Rockstar volt 21 Savage közreműködésével, 2020. november 9-én vette át a díjat. Ezt követően két évet kellett várnia következő gyémántdalaira, mikor a Sunflower (ami egyben minden idők legtöbb példányban eladott kislemeze 17 millióval), a Psycho, a Congratulations és 2015-ben megjelent debütáló kislemeze, a White Iverson is megkapta az elismerést ugyanazon a napon. Ezzel öt gyémánt kislemeze lett, amivel utolérte Bruno Mars rekordját és megelőzte a második helyen álló Imagine Dragons amerikai együttest. Végül 2023. április 20-án egyszerre három kislemeze kapta meg a gyémánt minősítést, megdöntve a rekordot. Ezek a számok a Circles, az I Fall Apart és a Better Now voltak.
A rekordot elérő dalok mellett szerepel a lemezen az énekes 2023 áprilisában megjelent kislemeze is, a Chemical.

## Számlista
| The Diamond Collection | The Diamond Collection                   | The Diamond Collection                                                                          | The Diamond Collection              | The Diamond Collection | The Diamond Collection | The Diamond Collection | The Diamond Collection | The Diamond Collection | The Diamond Collection |
| #                      | Cím                                      | Szerző(k)                                                                                       | Producer(ek)                        | Hossz                  |                        |                        |                        |                        |                        |
| ---------------------- | ---------------------------------------- | ----------------------------------------------------------------------------------------------- | ----------------------------------- | ---------------------- | ---------------------- | ---------------------- | ---------------------- | ---------------------- | ---------------------- |
| 1.                     | White Iverson                            | Austin Post Trocon Roberts, Jr. Nikhil Lal Masamune Kudo Ikenna Asonye Idan Kalai Andre Jackson | Post Malone Rex Kudo FK1 1st        | 4:14                   |                        |                        |                        |                        |                        |
| 2.                     | Congratulations (Quavo közreműködésével) | Post Quavious Marshall Leland Wayne Adam Feeney Louis Bell Carl Rosen                           | Metro Boomin Frank Dukes Louis Bell | 3:40                   |                        |                        |                        |                        |                        |
| 3.                     | I Fall Apart                             | Post Carlo Montagnese William Walsh                                                             | Illangelo                           | 3:43                   |                        |                        |                        |                        |                        |
| 4.                     | Rockstar (21 Savage közreműködésével)    | Post Shayaa Abraham-Joseph Olufunmibi Awoshiley Bell                                            | Tank God Bell                       | 3:38                   |                        |                        |                        |                        |                        |
| 5.                     | Psycho (Ty Dolla Sign közreműködésével)  | Post Tyrone Griffin Bell                                                                        | Malone Bell                         | 3:41                   |                        |                        |                        |                        |                        |
| 6.                     | Better Now                               | Post Bell Dukes Walsh Kaan Güneşberk                                                            | Bell Dukes                          | 3:50                   |                        |                        |                        |                        |                        |
| 7.                     | Sunflower (Swae Lee-vel)                 | Post Khalif Brown Carter Lang Rosen Walsh Bell                                                  | Carter Lang Bell                    | 2:38                   |                        |                        |                        |                        |                        |
| 8.                     | Circles                                  | Post Bell Feeney Güneşberk Walsh                                                                | Malone Bell Dukes                   | 3:35                   |                        |                        |                        |                        |                        |
| 9.                     | Chemical                                 | Post Watt Bell Billy Walsh                                                                      | Malone Watt Bell                    | 3:04                   |                        |                        |                        |                        |                        |
| 32:03                  |                                          |                                                                                                 |                                     |                        |                        |                        |                        |                        |                        |

## Slágerlisták
| Slágerlista (2023)                       | Legmagasabb pozíció |
| ---------------------------------------- | ------------------- |
| Ausztrália (ARIA Top 50 Albums)          | 16                  |
| Egyesült Királyság (UK Albums Chart)     | 15                  |
| Írország (OCC Irish Albums)              | 6                   |
| Kanada (Billboard Canadian Albums Chart) | 11                  |
| Új-Zéland (RMNZ Albums)                  | 4                   |

## Kiadások
| Régió       | Dátum             | Kiadó            | Formátumok                   |
| ----------- | ----------------- | ---------------- | ---------------------------- |
| Világszerte | 2023. április 21. | Mercury Republic | digitális letöltés streaming |